# کسنیا سمتاننکو
کسنیا سمتاننکو (روسی: Ксения Гончар (Сметаненко)؛ زادهٔ ۲۶ مارس ۱۹۷۹) اسکیت‌باز نمایشی، و رقصنده روی یخ اهل ارمنستان است.